# Ctenucha latreilliana
Ctenucha latreilliana är en fjärilsart som beskrevs av Kirby 1837. Ctenucha latreilliana ingår i släktet Ctenucha och familjen björnspinnare. Inga underarter finns listade i Catalogue of Life.